# Phelsuma ornata
Phelsuma ornata là một loài thằn lằn trong họ Gekkonidae. Loài này được Gray mô tả khoa học đầu tiên năm 1825.

## Hình ảnh

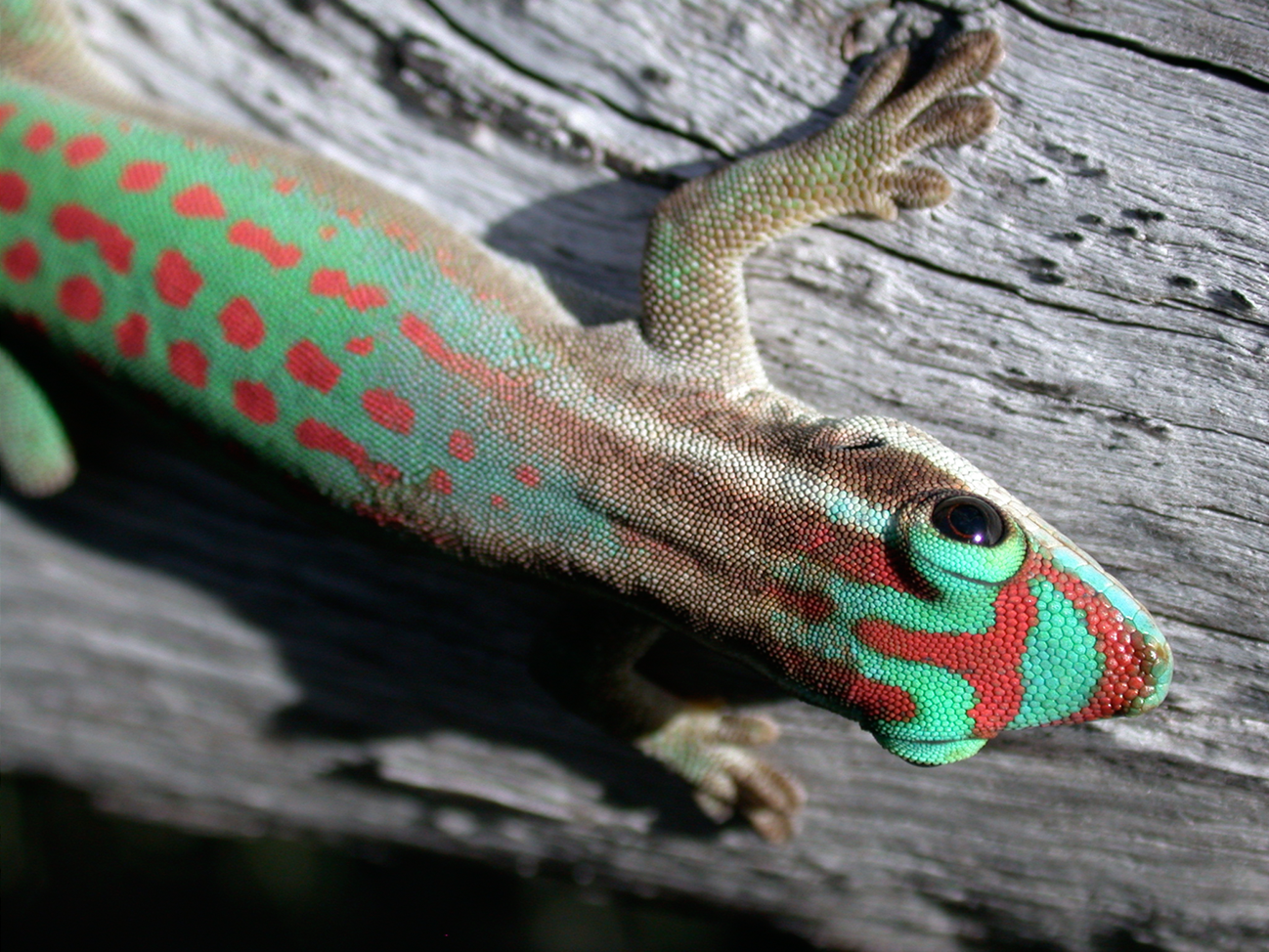
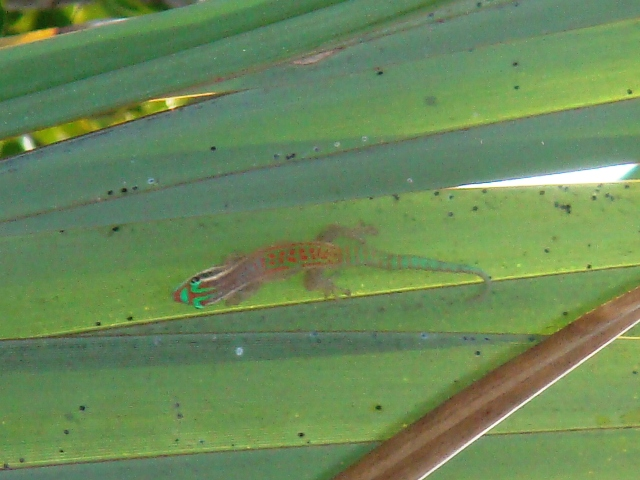